# Maizy
Maizy är en kommun i departementet Aisne i regionen Hauts-de-France i norra Frankrike. Kommunen ligger  i kantonen Neufchâtel-sur-Aisne som ligger i arrondissementet Laon. År 2022 hade Maizy 398 invånare.

## Befolkningsutveckling
Antalet invånare i kommunen Maizy
Referens: INSEE